# Pierre-Vincent Valin
Pour les articles homonymes, voir Valin.
Pierre-Vincent Valin (1er juin 1827-2 octobre 1897) fut un armateur, homme d'affaires, constructeur de navire de droit criminel et homme politique fédéral et provincial du Québec.

## Biographie
Né à Château-Richer dans le Bas-Canada, il étudie à Québec. Il commença ensuite à travailler dans la construction de navire sur un chantier situé sur la rivière Saint-Charles en 1846. En 1853, il établit une compagnie de construction de bateau avec deux associés qui mettent fin à leur partenariat l'année suivante. Il sert aussi comme conseiller municipal de la ville de Québec de 1870 à 1872.
Élu député du Parti conservateur du Québec dans la circonscription provinciale de Québec-Est lors d'une élection partielle en 1874, il est défait en 1875 par le libéral Joseph Shehyn.
Élu député du Parti libéral du Canada dans la circonscription fédérale de Montmorency en 1878, cette élection fut déclarée nulle. Ne se représentant pas à l'élection partielle de reprise en 1880, Auguste-Réal Angers lui succède. Après la nomination de celui-ci à un poste de juge la même année, Valin se représente et remporte la seconde élection partielle de 1880. Réélu en 1882, il fut défait par le libéral Charles Langelier en 1887 et par le conservateur Joseph-Israël Tarte en 1891.